# Prêmios Globo de Ouro de 1947

Prêmios Globo de Ouro de 1947

 26 de fevereiro de 1947
Filme - Drama:
The Best Years of Our Lives
Prêmios Globo de Ouro 

← 1946  ·  1948 →
Os Prêmios Globo de Ouro de 1947 (no original, em inglês, 4th Golden Globe Awards) honraram os melhores profissionais de cinema e televisão, filmes e programas televisivos de 1946. Os candidatos nas diversas categorias foram escolhidos pela Associação de Imprensa Estrangeira de Hollywood (AIEH).

## Vencedores e nomeados

### Melhor filme de drama
- The Best Years of Our Lives

### Melhor ator em filme de drama
- Gregory Peck The Yearling

### Melhor atriz em filme drama
- Rosalind Russell – Sister Kenny

### Melhor ator coadjuvante
- Clifton Webb – The Razor's Edge

### Melhor atriz coadjuvante
- Anne Baxter – The Razor's Edge

### Melhor direção
- Frank Capra – It's a Wonderful Life

### Melhor filme promovendo a compreensão internacional
- Die letzte Chance

### Melhor conjunto da obra
- Harold Russell – The Best Years of Our Lives